# 万人坊

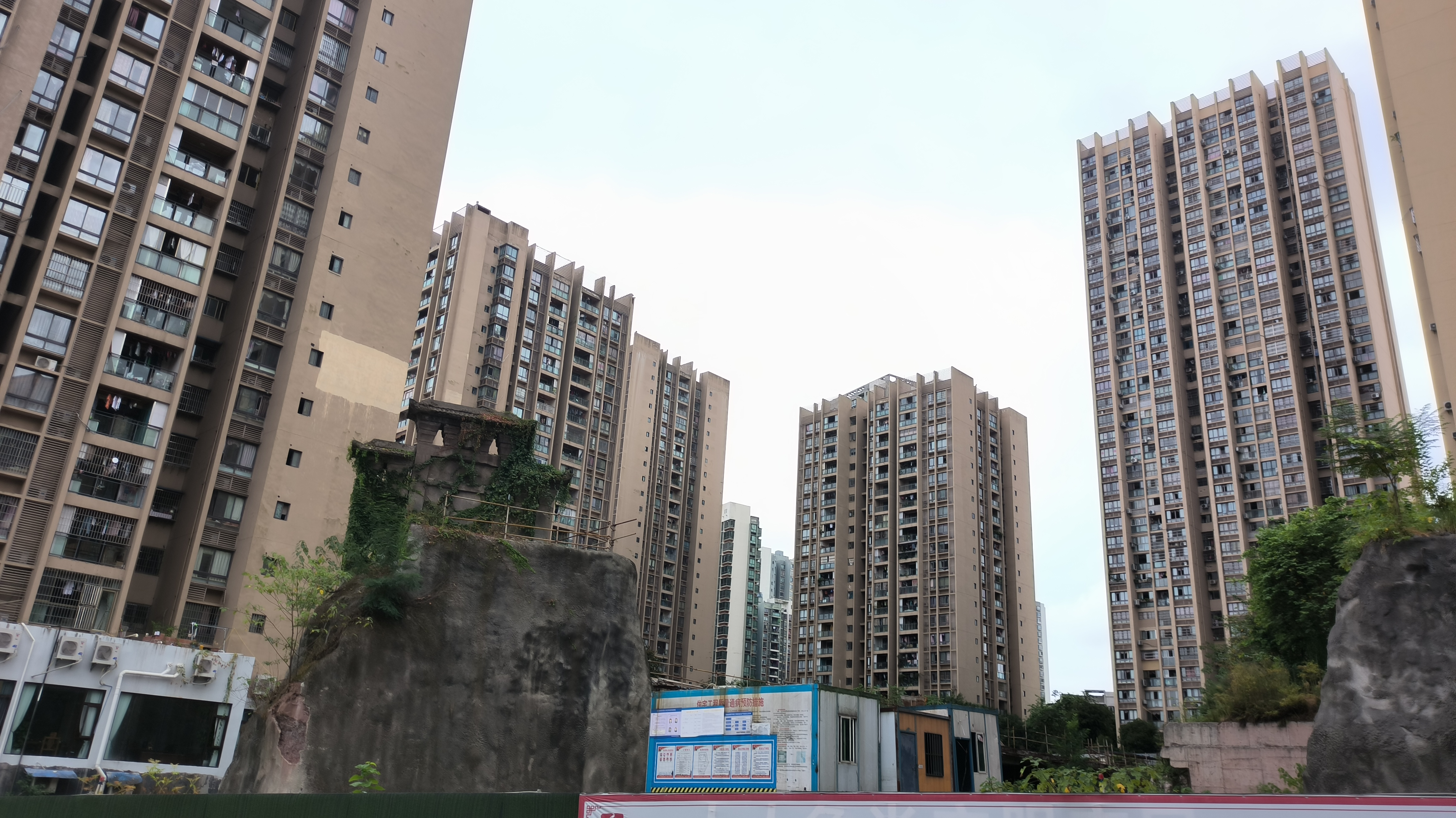
万人坊，摄于2022年7月

万人坊，又名胡世赏牌坊是一个位于重庆市合川区的古牌坊，位于城区钓鱼城街道盐溪桥附近东海滨江城小区内（原合川看守所大门外），宽6.5米，高7.5米，是清代民众为纪念前朝官员胡世赏而修建的。

## 来历
合川古代多水患，明朝崇祯年间官员胡世赏在合州任县令期间着手治理嘉陵江水患，组织民众耗时五个月在嘉陵江边修建了一道长60仗、宽10仗、高3.9仗防洪堤（称“胡公堤”）以保护城郭；清朝初年，当时统治者认可胡世赏的政绩，又欲笼络人心，批准群众为纪念他修此坊，因出资修建者数万，故称“万人坊”。

## 概况

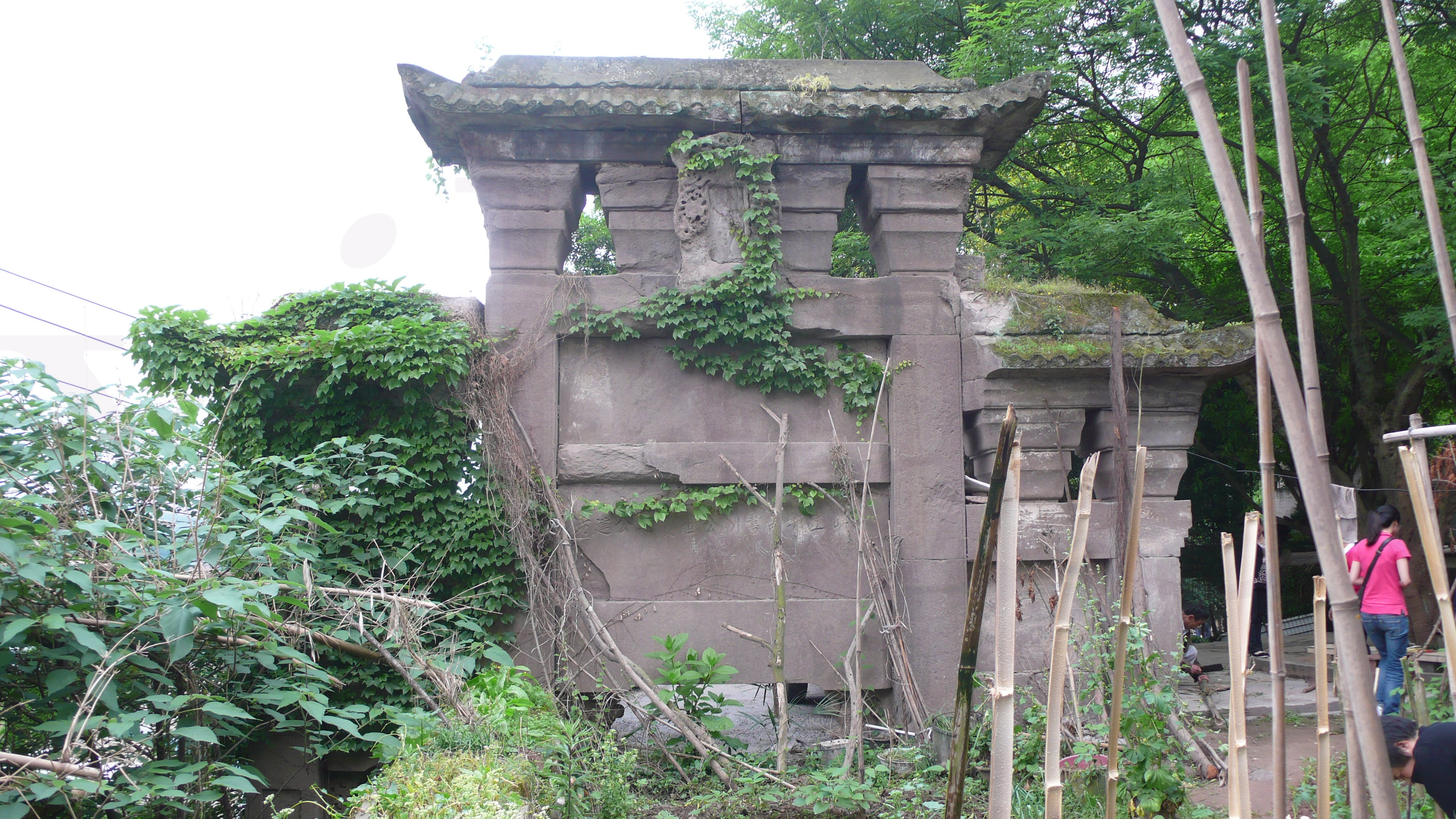
万人坊在小区修建前的模样，摄于2012年

万人坊座南朝北，使用石质仿木结构，坊顶为重檐歇山顶，共三楼四柱三人进，面阔6.5米，通高7.5米，主间檐下有斗拱3朵、次间斗拱各2朵，牌坊正中有“圣旨”立额，其中三进各有横匾，正中横匾刻有“前明工部尚书胡公世赏之公建坊”的题字。

## 保护
万人坊为合川区区级文物保护单位，现时牌坊位于东海滨江城小区内，单独立在岩壁上，周围周围正在施工，曾有合川市民对牌坊保护做出咨询，工程负责单位答复已经就牌坊调整建设方案，并正在按文物保护相关程序和计划实施保护工程，将对对牌坊下部山体部分浇混凝土保护层，确保其地基更加稳固，并规划将其与小区广场及车库联系，使之与人更加亲近。